# Tromboză
Tromboza (greaca veche: ”thrombōsis”= închegare) este fenomenul de dezvoltare a unui tromb. Tromb este termenul folosit pentru orice cheag de sânge (coagul) care apare în interiorul vaselor de sânge, în timpul vieții (sângele coagulat din vasele de sânge ale unui cadavru nu este curpins în definiția trombului).  Formarea trombilor este aproape întotdeauna precipitată de leziuni la nivelul endoteliului (stratul intern al peretelui unui vas de sânge), curgere turbulentă sau stază a sângelui pe o anumită porțiune sau o stare de hipercoagulabilitate (dezechilibru între factorii care influențează coagularea sângelui în favoarea factoriilor pro-coagulanți). Aceste 3 cauze (interconectate) poartă denumirea de triada lui Virchow (în cinstea medicului patolog prusac Rudolf Ludwig Karl Virchow, care a descris pentru prima dată aceste cauze în 1856). Trombii reprezintă un pericol pentru sănătate deoarece în parcursul dezvoltării lor pot să ducă la blocarea curgerii sângelui prin vasul afectat (complicații ocluzive) sau se pot fragmenta și circula prin sistemul circulator, cauzând perturbarea fluxului sangvin la nivelul altor vase de sânge cu diametru mai scăzut,situate în aval (fenomen denumit trombembolie)
Studiul și gestionarea trombozei ocupă un rol important în medicina modernă deoarece multe dintre principalele cauze de deces medical (infarctul miocardic, accidentul vascular cerebral, multiple forme de cancer, etc.) au de multe ori și o componentă trombotică, de multe ori chiar ca mecanism principal.

## Structura trombului (morfopatologie)
Trombul este alcătuit în principal din fibrină (proteină fibrilară insolubilă cu rol principal în coagularea sângelui), globule roșii, globule albe, trombocite și capcane extracelulare neurtofile (filamente de material nuclear eliberate în sânge de către globulele albe neutrofile), în proporții variabile și în general în legătură cu tipul vasului de sânge (arteră sau venă) și localizarea anatomică a trombului.
Trombii pot fi localizați în oricare punct al aparatului cardiovascular (inimă, artere, arteriole, vene, venule, vase capilare). Aceștia se formează pornind de la un punct care este atașat peretelui vasului de sânge, iar tendința lor de propagare este aproape întotdeauna spre inimă (astfel, trombii venoși au dezvoltare anterogradă, în același sens cu fluxul sangvin, iar trombii arteriali au o dezvoltare retrogradă, în sens opus curgerii sângelui). Porțiunea distală (raportat la punctul de origine) a trombului este de regulă slab atașată de peretele vasului de sânge și predispusă astfel fragmentării și migrării fragmentelor în aval prin torentul sangvin (trombembolie).
Priviți în secțiune, trombii prezintă o structură laminară, cu straturi mai închise la culoare (bogate în globule roșii captive) și alterând cu linii de culoare mai deschisă (formate în principal din trombocite și fibrină) care poartă denumirea de liniile lui Zahn (denumite după medicul patolog elvețian Frederich Wilhelm Zahn). Acest aspect are importanță practică deoarece această structură stratificată nu apare și în cazul cheagurilor de sânge intravasculare post-mortem, fiind astfel între caracteristicile care fac posibilă diferențierea în cadrul autopsiei a unui tromb format încă din timpul vieții de coagularea normală a sângelui după moarte.

### Trombul arterial
Trombii arteriali sunt de regulă bogați în fibrină, trombocite și leucocite dar săraci în globule roșii, purtând în acest caz și denumirea de ”tromb alb” sau ”tromb de aglutinare”. Ei sunt în multe cazuri ocluzivi (au tendința de a bloca trecerea sângelui în locul formării lor) și de cele mai multe ori au ca factor cauzator principal leziuni la nivelul endoteliului arterial (cel mai frecvent o placă aterosclerotică ruptă, dar posibil datorate și altor cauze, cum ar fi trauma la nivelul arterei, vasculita, etc.). Trombii arteriali se dezvoltă frecvent și în la nivelul dilataților anevrismale.

### Trombul venos
Trombii venoși sunt alcătuiți din fibrină și trombocite, însă datorită fluxului sangvin lent la nivelul circulației venoase periferice sunt mai bogați în globule roșii, purtând astfel denumirea de ”tromb roșu” sau ”tromb de coagulare”. Au tendința de a se dezvolta în aval pe o porțiune mai lungă decât în cazul trombilor arteriali, formând ”mulaje” lungi în interiorul venei care sunt deosebit de predispuse fragmentării și migrării prin torentul sangvin (trombembolie). Trombii venoși sunt în mod aproape invariabil ocluzivi (blochează aproape întotdeauna trecerea sângelui în locul formării lor).

### Trombii la nivelul inimii
Trombii care se formează atașați de pereții camerelor inimii (dar și cei formați pe peretele primei porțiuni din artera aortă) poartă numele de trombi murali (latină: ”murus” = perete). Aceștia sunt în principal cauzați de modificări ale contracției pereților cardiaci (diverse aritmii - exemplul clasic fiind fibrilația atrială, perete ventricular adinamic în urma unui infarct miocardic, cardiomiopatie dilatativă, etc.) sau de leziuni la nivelul mio-endocardului (traumă, miocardită, cateterizare cardiacă, etc.)
Trombii atașați de valvele inimii poartă denumirea de vegetații cardiace. Leziunea inițială la nivelul valvei care permite formarea trombului poate fi frecvent cauzată de bacterii sau fungi prezente în torentul sangvin, ducând la dezvoltarea unor vegetații colonizate de acești agenți patogeni (fenomen denumit endocardită infecțioasă). Vegetații sterile apar în contextul unor stări de hipercoagulabilitate (fenomen denumit endocardită trombotică non-bacteriană) sau al unor boli inflamatorii (exemplu: endocardita verucoasă Libman-Sacks din lupusul eritematos sistemic).

## Mecanismele de aparție ale trombozei (fiziopatologie)
Tromboza, indiferent de localizarea acesteia, apare aproape în toate cazurile ca efect ale uneia dintre cele 3 categorii de dereglării cuprinse în triada lui Virchow. Chiar dacă în mod didactic fiecare element al triadei este de regulă abordat individual și considerat suficient pentru apariția trombozei, trebuie menționat că în viziunea medicinei moderne acestea se influențează, determină și întrețin reciproc în diverse situații. În acest context, un grad mai mare de importanță poate fi atribuit leziunilor endoteliale, deoarece acestea cauzează frecvent anomalii ale fluxului sangvin pe porțiunea afectată și atât leziunile endoteliale propriu-zise cât și modificările de flux sangvin secundare acestora pot determina stări de hipercoagulabilitate. Spre exemplu în situația rupturii unei plăci de aterom, există injurie la nivelul epiteliului (care își pierde continuitatea), apar local anomalii de flux sangvin (prin fenomene mecanice) și expunerea elementelor subendoteliale la substanțe prezente în sânge determină o stare locală de hipercoagulabilitate, fiind astfel prezente simultan toate cele 3 elemente ale triadei.

### I. Leziunea endotelială
O leziune endotelială care să determine activarea trombocitelor circulante este un element considerat obligatoriu pentru formarea unui tromb cardiac sau arterial dat fiind că debitul mare al fluxului sangvin la aceste nivele defavorizează coagularea. Este larg acceptată teoria conform căreia aderarea și activarea trombocitelor este obligatorie formării unui tromb în condițiile unor valori crescute ale efortului de forfecare (stres tangențial) așa cum se regăsesc la nivelul sistemului arterial, iar această paradigmă explică și utilizarea medicației antiagregante plachetare (aspirină, clopidogrel, etc.) ca intervenție cheie în prevenția formării (sau recidivei) unui tromb arterial, indiferent de localizarea anatomică a acestuia.
Leziunile endoteliale severe (cu pierderea continuității și distrugerea structurilor) duc în mod clar la inițierea coagulării prin expunerea factorului von Willebrand (fvW) și a factorului tisular (tromboplastina tisulară, factorul III al coagulării). Pe lângă acestea, leziuni mai subtile sau expunerea endoteliului la unele elemente nocive pot duce la o modificare a funcției endoteliale (prin comutarea tiparului de expresie a anumitor gene la nivelul acestor celule) cu un efect net pro-coagulant, fenomen care poartă uneori numele de activare endotelială sau disfuncție endotelială.Între modificările care sunt incluse în conceptul de disfuncție endotelială pot fi menționate:
- Modificări pro-coagulante (directe)
  - Inhibarea expresiei trombomodulinei (modulatorul principal al activității trombinei)[1][15] - pe lângă efectul principal în coagulare, trebuie avut în vedere și rolul proinflamator al trombinei (prin interacțiuni cu elemente de la nivelul trombocitelor și al globulelor albe) care în aceste condiții poate duce la apariția unui cerc vicios fiziopatologic.
  - Inhibarea expresiei unor factori anti-coagulanți: proteina C, inhibitorul căii factorului tisular (TFPI, engleză: tissue factor protein inhibitor)[1]
- Modificări anti-fibrinolitice
  - Stimularea secreției de inhibitor al activatorului plasminogenului (PAI, engleză: plasminogen activator inhibitor)
  - Inhibarea expresiei activatorului tisular al plasminogenului (t-PA, engleză: tissue plasminogen activator)

Disfuncția endotelială poate fi cauzată de o serie de factori, cum ar fi :
- leziuni mecanice directe
- acțiunea mediatorilor chimici ai inflamației
- tulburări ale fluxului sangvin
- tulburări metabolice (hipercolesterolemia, homocisteinemia, etc.)[1]
- toxine din mediu (exemplu: toxine din fumul de țigară)[1]

### II. Anomalii ale fluxului sangvin
Fluxul sangvin turbulent (haotic) determină formarea trombilor prin lezarea endoteliului (important mai ales în formarea trombilor arteriali) și prin formarea unor contracurenți care duc la zone de stază sangvină unde sângele este considerat staționar sau cu circulând extrem de lent (important mai ales în formarea trombilor venoși). În condiții normale, curgerea sângelui prin sistemul circulator este laminară (structurată în ”straturi” paralele cu viteze diferite de curgere, cea mai mică viteză fiind cea a straturilor externe aflate în contact cu peretele vasului) iar elementele figurate ale sângelui (inclusiv trombocitele) sunt prezente doar în zona centrală a torentului sangvin (fiind practic separate de endoteliu vasului printr-un strat de plasmă cu curgere lentă). Circulația turbulentă a sângelui într-un anumit segment și staza au multiple efecte care favorizează tromboza :
- Determină disfuncția endotelială (prezentată anterior) inclusiv prin modificări ale expresiei unor gene determinate direct de variații ale fluxului[17]
- Permit trombocitelor (și globulelor albe) să intre în contact cu endoteliului (pierzându-se structura laminară a torentului sangvin)
- Pot prevenii ”spălarea” (engleză: washout) eficientă a factorilor pro-coagulanți eliberați local

Contextele clinice în care rolul stazei sangvine în apariția unor trombi este în prim plan sunt reprezentate de tromboza dilatațiilor anevrismale, trombii apăruți pe o zonă necontractilă a miocardului ca urmare a unui infarct miocardic, dilatația atrială în amonte de o stenoză valvulară atrio-ventriculară, ș.a.m.d. Staza poate fi de asemenea determinantă de boli care cresc vâscozitatea sângelui (ex: polycytemia vera) sau de modificări ale formei globulelor roșii (ex: siclemie) care pot bloca circulația în vasele mai mici de un anumit calibru și cauza astfel stază în amonte.

### III. Hipercoagulabilitatea
Hipercoagulabilitatea se referă la o tendință exagerată de coagulare a sângelui în interiorul vaselor sangvine, de regulă ca urmare alterării factorilor de coagulare. Aceasta joacă un rol fundamental în formarea trombilor venoși și este inconstant implicată în tromboza arterială. Stările de hipercoagulabilitate pot fi clasificate ca primare și secundare.

#### III.A Hipercoagulabilitate primară
Hipercoagulabilitatea primară se referă la stările de hipercoagulabilitate ereditare (moștenite). În rândul populației europene, cele mai frecvente mutații care favorizează coagularea exagerată sunt reprezentate de :
- Mutația care constă în alterarea unui reziduu aminoacid al factorului V al coagulării (conferind rezistență la acțiunea anticoagulantă a proteinei C) poartă denumirea de factor V Leiden[20] (denumire în legătură cu locul unde a fost pentru prima oară identificată mutația[21]). Ea este prezentă în 2-12% din populația de culoare albă. Purtătorii heterozigoți (cu o singură copie mutantă a genei) au un risc de 5 ori mai mare de a dezvolta tromboză venoasă, iar pentru purtătorii hetereozigoții (cu ambele copii ale genei mutante) riscul este de 50 de ori mai mare comparativ cu populația generală.
- Substituirea unei singure nucleotide din gena protrombinei (substituție de la guanozină la adenină G⇒A) care favorizează transcrierea exagerată a protrombinei (cu risc de a dezvolta tromboză pâna la de 3 ori mai mare decât al populației generale)[1]
- Homocisteinemia, contribuind în egală măsură la tromboza venoasă și arterială și favorizând concomitent ateroscleroza
- Deficite ereditare (mai puțin frecvente) ale antitrombinei III, proteinei C, proteinei S

Chiar dacă în condiții normale unele dintre aceste mutații duc la creștere mai puțin semnificativă a riscului de tromboză ele efectul acestora poate fi considerabil potențat în suprapunere cu alte stări protrombotice (sarcină, repaus prelungit post-operator, muncă sedentară de birou, zborurile lungi cu avionul, etc.)

#### III.B Hipercoagulabilitate secundară
Hipercoagulabilitatea secundară se referă la stările de hipercoagulabilitate dobândite pe parcursul vieții, cum ar fi :
- stări care prezintă nivele crescute ale hormonilor estrogeni în sânge (sarcină, utilizarea contraceptivelor orale cu estrogen, etc.), posibil prin creșterea sintezei hepatice a fatorilor de coagulare și scăderea producției de antitrombină III[22]
- eliberarea unor produși tumorali pro-coagulanți în cazul unor cancere diseminate[23]
- înaintarea în vârstă, care duce la scăderea producției endoteliale de prostaciclinei (PGI2)[24][25]
- obezitatea[26]
- fumatul[27]
- sindromul trombocitopeniei induse de heparină (HIT, engleză: heparin induced thrombocytopenia)
- sindromul antifosfolipidic

## Evoluția trombului
În cazul persoanelor care supraviețuiesc evenimentului trombotic inițial, evoluția trombului poate urma 4 căi distincte :
1. Propagare - creștere în dimensiuni a trombului, cu risc ridicat de blocare a vasului sau de fragmentare (trombembolie)
2. Embolizare - fragmentarea trombului (cel mai frecvent la capătul distal) și migrarea în aval prin arborele circulator
3. Disoluție - uneori, sub acțiunea substanțelor fibrinolitice (produse de organism sau administrate în scop terapeutic) în primele ore de la formarea trombului poate avea loc distrugerea rețelei de fibrină și desfacerea trombului
4. Organizare și recanalizare - prin proliferarea endoteliului, celulelor musculare netede și a fibroblastelor are loc organizarea masei trombotice, iar în timp pot apărea canale care traversează trombul restabilind circulația sângelui în segmentul afectat. Uneori, trombul poate fi integrat complet în peretele vascular la finalul procesului de remodelare. În unele situații particulare, centrul trombului este digerat de enzime lizozomale proteolitice (cel mai probabil eliberate de leucocitele prezente), iar dacă în acest context are loc o însămânțare cu diverși agenți bacterieni poate apărea o infecție localizată care slăbește structura peretelui vascular pe lungimea segmentului afectat, ducând la apariția anevrismelor micotice[1].

## Legături externe
- Terapia antitrombotică, februarie 2009, Florin Purcărea, medicina-interna.ro
- Noile antitrombotice în terapia combinată, mai 2012, Leonida Gherasim, medicina-interna.ro
- Actualități în terapia antitrombotică, Ana-Maria Vintilă, februarie 2014, medicina-interna.ro